# Mykolas Pronckus
Mykolas Pronckus (* 24. März 1936 in Rietavas) ist ein litauischer Politiker.

## Leben
Von 1946 bis 1950 lernte er am Gymnasium Linkuva in der Rajongemeinde Pakruojis. 1954 absolvierte er das Technikum für Landwirtschaft in Klaipėda und von 1955 bis 1965 das Diplomstudium der Agronomie an der Lietuvos žemės ūkio akademija. Von 1977 bis 1980 lernte er in der Aspirantur am Forschungsinstitut. 1982 promovierte er in Agrarwissenschaften.
1954 arbeitete er in Varniai, im Karolis-Požėla-Kolchos als Agronom. 
1989 war er erster Sekretär der Lietuvos komunistų partija in der Rajongemeinde Plungė. Ab 1990 war er Mitglied der Lietuvos demokratinė darbo partija und ab 2001 der Lietuvos socialdemokratų partija.
Von 1992 bis 2004 war er Mitglied im Seimas und von 1990 bis 1993 Mitglied im Rat Plungė.

## Quelle
- 2011 m. Lietuvos savivaldybių tarybų rinkimai

| Personendaten    | Personendaten         |
| ---------------- | --------------------- |
| NAME             | Pronckus, Mykolas     |
| KURZBESCHREIBUNG | litauischer Politiker |
| GEBURTSDATUM     | 24. März 1936         |
| GEBURTSORT       | Rietavas              |